# Taps

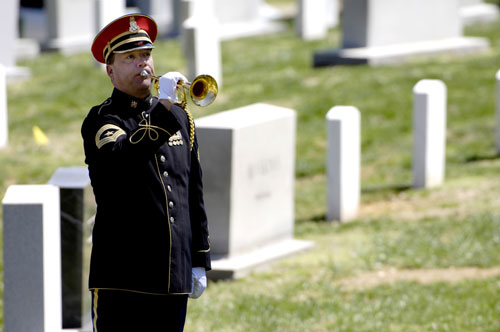
Un corneta de la Banda de Música del Ejército de los Estados Unidos interpreta Taps durante el funeral de Caspar Weinberger en el Cementerio Nacional de Arlington.

Taps es una pieza musical de carácter solemne que se interpreta al anochecer, en los funerales y en ceremonias donde esté presente la bandera de los Estados Unidos.  La pieza está especialmente ligada a las fuerzas armadas de los Estados Unidos y se atribuye su composición a Daniel Butterfield, general del Ejército de la Unión durante la Guerra de Secesión.  La pieza la suele tocar un solista de trompeta o corneta natural. Además del ámbito castrense, Taps también se interpreta en círculos escultistas, durante campamentos de Boy Scout y Girl Scout; y en el ámbito académico.